# Интернационалне бригаде
Интернационалне бригаде су биле добровољачке јединице које су се током Шпанског грађанског рата бориле на страни Шпанске Републике и демократски изабране владе против националистичких снага вођених од стране Франсиска Франка кога су подржавали Мусолини и Хитлер.
Процењује се да је током рата редове Интернационалних бригада попуњавало од 32.000 до 35.000 бораца, али не више од 20.000 у исто време. Додатних 10.000 људи учествовало је у не-борачким одељењима Интернационалних бригада, а између 3.000—5.000 странаца били су чланови синдиката ЦНТ-а и ПОУМ-а.

## Формирање и регрутације
Совјетски Савез је септембра 1936. године први изнео идеју да би се могло кренути с организованим пребацивањем добровољаца у Шпанију да се боре на страни Републике. Претпоставља се да је предлог дао Морис Торез. Луиђи Лонго добио је задатак да све уреди са владом Шпанске Републике. Упркос организовању добровољаца за Шпански грађански рат, СССР се није повукао из Комитета за неинтервенцију како би избегао дипломатски сукоб с Француском и Уједињеним Краљевством. Главни центар за регрутацију у Интернационалне бригаде био је Париз, а надзор је вршио пољски комунистички официр Карол Свјерчевски. Добровољцима би у Паризу био обезбеђен пасош, новац и помоћ при преласку границе. Тако је на пример Јосип Броз Тито обезбеђивао пребацивање добровољаца који су долазили из југоисточне Европе. Међутим, било је и људи који су на своју руку одлазили у Шпанију, без организованог пребацивања.
Бригаде су основане 9. октобра 1936. године. Тога дана је првих 650 добровољаца упловило у луку града Аликанте бродом „Сијудад де Барселона”. Многи људи су приступали Интернационалним бригадама с убеђењем да је одбрана Шпанске Републике први корак у одбрани демократије од надирућег фашизма или пак полазна тачка у ширењу пролетерских револуција по свету. Бригадама су приступали и људи који због бедних услова живота или незапослености нису имали неку перспективу, те различити авантуристи. Шпански анархисти су у почетку негативно гледали на прилив комуниста-добровољаца, али су напослетку морали да попусте. Бригаде су биле слабо опремљене и постојали су проблеми у комуникацији због великог броја учесника различитих нација али су биле веома мотивисане.

## Учешће у борбама

### Битка за Мадрид
Одбрана Мадрида током трогодишње франкистичке опсаде сматра се једним од највећих успеха Републике. Интернационалне бригаде су увелико допринеле успешном отпору, иако је пропаганда Коминтерне знала да претерује у приписивању заслуга бригадама. Од 40.000 републиканских снага, 3.000 је отпадало на борце из Интернационалних бригада. Већ 5. новембра 1936, Први батаљон је успешно учествовао у борбама за Мадрид. Дана 9. новембра 1936. формирана је 12. интернационална бригада са саставом од 1.900 бораца, а 13. новембра 13. интернационална бригада од 1.550 бораца. У бици на путу за Коруну 13. децембра 1936. совјетска оклопна јединица је заједно с 12. и 13. интернационалном бригадом одбила напад националистичких снага. До средине јануара ниједна страна није напредовала опсади односно одбрани Мадрида, па је успостављено примирје.

### Битка на Харами
Дана 6. фебруара 1937. године, након пада Малаге, националистичке снаге покренуле напад на комуникацију Мадрид-Андалузија, јужно од Мадрида. Националисти су 11. фебруара поразили батаљон Андре Марти 14. бригаде и прешли реку Хараму. Батаљон Гарибалди зауставио је њихово напредовање тешком артиљеријом. У помоћ му је 12. фебруара пристигао Британски батаљон 15. бригаде. Позиције борбе остале су познате под именом „брдо самоубиства”. До краја дана, било је живо само 225 од 600 бораца Британског батаљона. До 17. фебруара су интернационалним јединицама у помоћ пристигле републиканске снаге. Битка је напослетку завршила примирјем, а обе су стране присвајале победу.

### Битка за Гвадалахару
Након неуспешне офанзиве јужно од Мадрида, националисти су покренули још један напад на Мадрид, овај пут на северозападу. Циљ је био град Гвадалахара, 50 км од Мадрида. У бици је на страни националиста био у потпуности ангажован италијански корпус, 35.000 војника, јер је Мусолини хтео све заслуге приписати Италији. У овим борбама су уз републиканску армију учествовале 11. и 12. интернационална бригада. Националисти су 11. марта 1937. пробили линију републиканске армије. Батаљон Телман претрпео је велике губитке, али је успео да одржи фронт на путу Трихуеке-Ториха. Републиканска авијација је 12. марта напала националистичке положаје, батаљон Телман извршио јуриш бајонетима и град је успешно враћен у републиканске руке.

## Распуштање Интернационалних бригада
Октобра 1938. године, на врхунцу битке на Ебру, Уједињено Краљевство и Француска приморале су шпанску републиканску владу да распусти Интернационалне бригаде. Ова наредба била је део лоше осмишљене стратегије да ће Немачка и Италија повући подршку националистима, ако се пре тога повуче подршка Шпанској републици. Републиканска влада Хуана Негрина објавила је Лиги народа план о повлачењу 21. септембра 1938. године. У то се време још 10.000 странаца борило на страни Републике, а 50.000 странаца на страни Франкових националистичких снага (у овај број није убројено још 30.000 Мароканаца). Велики број добровољаца (претежно борци из Немачке, Италије и Мађарске, којима због ауторитарних власти није било сигурно да се врате кући) тада је узео шпанско држављанство те су наставили да се боре у регуларним шпанским војним јединицама. Белгијски и холандски интербригадисти изгубили су своје држављанство, јер су служили у страној војсци.

## Порекло бораца у Интернационалним бригадама
| Застава/е                      | Народност            | Процена                             | Белешке |  |
| ------------------------------ | -------------------- | ----------------------------------- | --- |  |
| Трећа француска република      | Француска            | 8.962[10]—9.000[1][11]              | |  |
| Фашистичка Италија (1922—1943) | Италија              | 3,000[10][11]—3.350[12]             | |  |
| /                              | Немачка/Аустрија     | 3.000[1]—5,000[11]                  | Бивор наводи 2.217 Немаца и 872 Аустријанца.[10]                                                                            |  |
| Друга пољска република         | Пољска               | 3.000[1][11]—3,113[10]              | |  |
| Сједињене Америчке Државе      | САД                  | 2.341[10]—2.800[11][12]             | |  |
|                                | Балканске државе     | 2.095[10]                           | |  |
| Совјетски Савез                | Совјетски Савез      | 2.000-3.000[1]                      | Иако „никад није било присутно више од 800 у једном тренутку”.[13]                                                          |  |
| Уједињено Краљевство           | Уједињено Краљевство | 1.800,[11] 2.000,[12] c. 4.000.[14] | Бивор наводи 1.843 „од који су 549 били Шкоти”.[10] BBC наводи „око 4.000” базирано на проценама МИ5, објавио ПРО, Кев.[14] |  |
| Белгија                        | Белгија              | 1.600[11]—1.722[10]                 | |  |
| Канада                         | Канада               | 1.546—2.000[11]                     | Томас процењује око 1.000.[12]                                                                                              |  |
| Краљевина Југославија          | Југославија          | 1.500[1]—1.660[11]                  | Види: Југословени у Шпанском грађанском рату.                                                                               |  |
| Куба                           | Куба                 | 1.101[15][16]                       | |  |
| Чехословачка                   | Чехословачка         | 1.006[10]—1.500[1][11]              | |  |
|                                | Балтичке државе      | 892[10]                             | |  |
| Аргентина                      | Аргентина            | 740[17]                             | |  |
| Холандија                      | Холандија            | 628[10]                             | |  |
| Данска                         | Данска               | 550                                 | 220 погинулих. |  |
| Шкотска                        | Шкотска              | 549                                 | Шкоти из Лоулендса и Хајлендса, подељени у Британском батаљону, батаљону Абрахам Линколн с Канађанима.[10]                  |  |
| Краљевина Мађарска             | Мађарска             | 528[10]—1.500[1]                    | |  |
| Шведска                        | Шведска              | 500[18]                             | Процењено 799[10]—1,000[12] бораца из Скандинавије (Томас процењује на 1.000 — од који су 500 били Швеђани.[18])            |  |
| Краљевина Бугарска             | Бугарска             | 462                                 | |  |
| Швајцарска                     | Швајцарска           | 408[10]—800                         | |  |
| Република Ирска                | Ирска                | 250                                 | Подељени у Британском батаљону и батаљону Абрахам Линколн                                                                   |  |
| Норвешка                       | Норвешка             | 225                                 | 100 погинуло.[19][20][21]                                                                                                   |  |
| Естонија                       | Естонија             | 200[22]                             | |  |
| Краљевина Грчка                | Грчка                | 160                                 | |  |
| Португалија                    | Португалија          | 134[10]                             | |  |
| Луксембург                     | Луксембург           | 103                                 | [23] |  |
| Република Кина (1912—1949)     | Кина                 | 100[24]                             | Организовала Комунистичка партија Кине, већина бораца били су Кинези из емиграције.[25]                                     |  |
| Мексико                        | Мексико              | 90                                  | |  |
| Кипар                          | Кипар                | 60                                  | |  |
| Филипини                       | Филипини             | 50[26][27]                          | |  |
| Краљевина Албанија (1928—1939) | Албанија             | 25                                  | |  |
| Костарика                      | Костарика            | 24[1]                               | |  |
|                                | Остали               | 1,122[10]                           | |  |

## Галерија споменика
- Албасете
- Барселона
- Београд
- Берлин
- Канбера
- Стокхолм
- Глазгов
- Киркедли
- Лондон
- Мадрид
- Париз
- Рединг
- Сан Франсиско
- Сијетл
- Викторија (Британска Колумбија)